# Горная промышленность Мали
Горнодобывающая промышленность Мали основана на добыче золота и алмазов, при этом большая часть алмазов добывается нелегальными рудокопами.
Также добываются такие полезные ископаемые, как каменная соль, полудрагоценные камни, фосфаты.
Золото является вторым после хлопка экспортным товаром, вносящим большой вклад в экономику страны. В 2013 году экспорт золота составил 67,4 тонны, из них 20,7 тонн получено в результате кустарной добычи.

## История
Добыча золота идёт в Мали с древних времён, исторически для этого использовались простые орудия труда, и только в последнее время появились современные средства производства.
Золото добывали ещё во времена монархии исламских императоров, соль и золото были основными товарами торговли в Тимбукту и Дженне.
В 2007 году проводилось исследование, которое показало приблизительно равную долю женщин и мужчин в кустарной добыче золота.

## Производство и влияние
Золото и алмазы являются неотъемлемой части экономики. Алмазы добываются в регионе Кеньеба (ок. 500 километров (310 миль) от Бамако), где имеется множество кимберлитовых трубок с алмазоносными месторождениями.
Также добывают:
- Фосфаты — в долине Тилемси;
- Бокситы — три месторождения между Кениебой и Бамако, запасы 1,1 млрд тонн;
- Железная руда — в основном из Блэ, запас 146 млн тонн с содержанием железа 50 %;
- Марганец — в провинции Асонго, запас 10 миллионов тонн[2].
- полудрагоценные камни: аметист, эпидот, гранат, пренит и кварц.

Добыча золота осуществляется 13-ю международными горнодобывающими компаниями.

## Правовые рамки
Горное законодательство в стране основано на французской правовой базе. Действующие законы и нормативные акты:
- Горный кодекс;
- Указ № 91-065 / P-CTSP от 19 сентября 1991 года.

Нормативно-правовые акты:
- Указ № 91-277 / PM-RM от 19 сентября 1991 года;
- Указ № 91-278 / PM-RM от 19 сентября 1991 года о выдаче лицензий.

Конвенция об установлении собственности, Авторизация на перспективу, Permis de Recherche и Permis d’expitation — это нормативные форматы, используемые для подписания соглашений с иностранными компаниями на разных этапах, начиная от разведки до добычи. Разрешение на добычу выдаётся максимум на 30 лет.

## Продукция
На рудниках Садиола, Морила и Ятела ведётся добыча как промышленным, так и кустарным способом. С 1990-х годов добываемое вручную золото добывалось из россыпных месторождений Кениэба, Шьяма, Табакото и на подземных золотых рудниках Калана. Эти шахты дали около 65 тонн полезных ископаемых в экономику страны.
По оценкам Геологической службы США, в Мали имеется примерно 200 000 тонн литиевых ископаемых.